# 廣山望
廣山 望（ひろやま のぞみ、男性、1977年5月6日 - ）は、千葉県袖ケ浦市出身の元サッカー選手。現在はJFAアカデミーU15指導者。ポジションはミッドフィールダー。(JFA公認S級コーチ)

## 経歴

### プロ入りまで
千葉県市原市生まれ。幼稚園時に袖ケ浦市へ転居した頃からサッカーを始めた。習志野市立習志野高等学校では1995年に高校総体に優勝、千葉県選抜として第50回国民体育大会少年男子の部に優勝した。サッカー部員は普通科ではなく商業科に進むのが普通だったが、廣山は普通科に在籍し、3年間の評定平均値は4.8で学年1位であった。

### 選手経歴
1996年にジェフユナイテッド市原に入団。同時に千葉大学教育学部保健体育学科に推薦入学し初の「国立大Jリーガー」として話題となった。なお、千葉大学は入学後に中退している。市原では1年目からレギュラーに定着し、5シーズンでJ1リーグ戦120試合に出場。1998年には7ゴール5アシストを記録した。
海外移籍を念頭に置き日系パラグアイ人の代理人ロベルト佐藤と契約を結び、SEパルメイラス、ウニベルシダ・カトリカ、ナシオナル、セロ・ポルテーニョの計4チームからの誘いを受け、2001年1月にセロ・ポルテーニョへのレンタル移籍が決まった。セロでは日本と全く違う環境に戸惑いながらも右サイドハーフのレギュラーを獲得。セロは前期、後期をともに制して国内リーグ優勝を決めた。スーペルクラシコと呼ばれるセロとオリンピアとの試合では、チームは負けたものの廣山はゴールを決めた。2001年コパ・リベルタドーレスに日本人選手として初出場し、7試合で2得点2アシストを記録した。セロは1次ラウンドを突破しノックアウトステージに進出。強豪のクルス・アスルを相手にホームである初戦に2対1で勝利したが、アウェーで1対3で敗れ、2試合の合計得点によりベスト16で大会を去った。なおこの敵地の試合で廣山は途中出場ながら途中交代という屈辱的な結果に終わってしまった。セロではカップ戦も含めて合計48試合に出場した。
2002年3月にブラジルのスポルチ・レシフェと契約を交わしたが、労働ビザが降りないため選手登録できず、3ヶ月在籍して公式戦出場はなかった。スポルチ移籍の際には、契約終了後のため移籍金は発生しないとする廣山側と、Jリーグの移籍ルールに則り保有権を主張する市原側が対立し、市原は国際移籍証明書を発行しなかった。2002年にドイツのデュッセルドルフで開催されたチャリティマッチでは、かつて市原でともにプレーしたウィントン・ルーファーの推薦により世界選抜の一員として出場した。
2002-03シーズンよりポルトガルのブラガに移籍。チーム合流から間もない時期に靭帯を痛めて出遅れ、シーズンを通して8試合の出場にとどまった。2003-04シーズンはフランスのモンペリエと契約。開幕戦から4試合連続で出場していたが故障をきっかけに定位置を失い、リーグ戦7試合、カップ戦1試合の出場にとどまった。シーズン後半はベンチからも外れ、リザーブチームでのプレーを余儀なくされた。廣山はポルトガル1部、フランス1部のいずれにおいてもそのリーグでプレーする最初の日本人選手となった。
2004年8月に東京ヴェルディ1969に移籍。加入した2004年は出番が少なく、翌2005年にセレッソ大阪に期限付き移籍。2006年はJ2に降格した東京Vに復帰。本職のMFだけではなく、FWやSBも器用にこなすユーティリティプレイヤーとして、2007年のJ1昇格に貢献した。2008年シーズン終了後、契約の非更新により退団。2009年からザスパ草津へ移籍。2010年限りで契約満了で草津を退団し、オフには合同トライアウトにも参加。
2011年シーズンよりユナイテッドサッカーリーグ(USL)のリッチモンド・キッカーズへ移籍した。契約期間は2年。2012年8月27日、自身のブログで現役生活からの引退を発表した。8月25日のUSLプレーオフ1回戦に途中出場したのが現役最後の試合になった。

### 代表
U-20日本代表がベスト8に進出した1997 FIFAワールドユース選手権では4試合出場1ゴール。フィリップ・トルシエが監督を務めた1998年バンコク・アジア大会のU-21日本代表では5試合に出場。
セロでの活躍が日本でも報じられると、代表の右サイドは左サイドに比べ人材不足だった事もあり、廣山待望論があがる。2001年7月のキリンカップでトルシエ率いるA代表に初招集されたが、試合中にスタンドから廣山の出場を願う「廣山コール」が沸き起こったにもかかわらず、2試合とも出場機会はなかった。3ヶ月後の欧州遠征で再び代表に呼ばれ、2001年10月4日のセネガルとの国際親善試合で国際Aマッチデビュー。しかしわずかな出場時間では見せ場を作れず、その後招集されることはなかった。
ジーコ体制下では、2003年10月のチュニジア・ルーマニア遠征に招集されるも出場はなかった。

### 引退後
2012年度日本オリンピック委員会海外指導者派遣制度に採用されスペインのバルセロナに留学（2013年 - 2014年）。現役中に日本サッカー協会指導者ライセンス公認B級コーチを取得している。
2014年2月よりJFAアカデミー福島にて男子U-15コーチを務める。

## ポジションのコンバート
本来右MFの廣山は、2006年に右SBに数試合コンバートされ、同年、今度はFWにコンバートされる。FWでのゴールは4得点と少なかったものの、どれも試合結果を左右する貴重なゴールであった。2007年、当初はFWに固定されていたが、フォーメーションの変更により右MFで起用された。

## エピソード
ジェフユナイテッド市原・千葉のオフィシャルショップの通称「モオノキ」の名付け親でもある。公文式のテレビCMにも出演していた。
福田健二とは小学校5年生から高校卒業まで同級生である。福田によると、廣山の印象は「キャプテン翼の翼くんのような少年」だったという。さらに、初対面の時に「僕、廣山望、よろしくね」と、福田に爽やかに挨拶したそうである。
元ザスパ草津のDFで現在はコーチ・解説者・クラブスタッフとして活躍する小田島隆幸は習志野高校時代の同級生である。

## 所属クラブ
ユース経歴
- 1984年 - 1989年 長浦SC、蔵波FC (袖ケ浦市立蔵波小学校)
- 1990年 - 1992年 市川カネヅカSC (袖ケ浦市立蔵波中学校)[1]
- 1993年 - 1995年 習志野高校[1]

プロ経歴
- 1996年 - 2000年  ジェフユナイテッド市原
- 2001年  セロ・ポルテーニョ
- 2002年  スポルチ・レシフェ
- 2002年途中 - 2003年途中  SCブラガ
- 2003年途中 - 2004年8月  モンペリエHSC
- 2004年8月 - 2008年  東京ヴェルディ1969/東京ヴェルディ
  - 2005年  セレッソ大阪 (期限付き移籍)
- 2009年 - 2010年  ザスパ草津
- 2011年 - 2012年  リッチモンド・キッカーズ

## 個人成績
| 国内大会個人成績 | 国内大会個人成績   | 国内大会個人成績 | 国内大会個人成績       | 国内大会個人成績 | 国内大会個人成績           | 国内大会個人成績 | 国内大会個人成績    | 国内大会個人成績 | 国内大会個人成績 | 国内大会個人成績 | 国内大会個人成績 |
| 年度             | クラブ             | 背番号           | リーグ                 | リーグ戦         | リーグ戦                   | リーグ杯         | リーグ杯            | オープン杯       | オープン杯       | 期間通算         | 期間通算         |
| 年度             | クラブ             | 背番号           | リーグ                 | 出場             | 得点                       | 出場             | 得点                | 出場             | 得点             | 出場             | 得点             |
| 日本             | 日本               | 日本             | 日本                   | リーグ戦         | リーグ戦                   | リーグ杯         | リーグ杯            | 天皇杯           | 天皇杯           | 期間通算         | 期間通算         |
| ---------------- | ------------------ | ---------------- | ---------------------- | ---------------- | -------------------------- | ---------------- | ------------------- | ---------------- | ---------------- | ---------------- | ---------------- |
| 1996             | 市原               | -                | J                      | 21               | 1                          | 8                | 1                   | 1                | 0                | 30               | 2                |
| 1997             | 市原               | 7                | J                      | 30               | 1                          | 6                | 1                   | 4                | 2                | 40               | 4                |
| 1998             | 市原               | 16               | J                      | 30               | 7                          | 4                | 2                   | 1                | 0                | 35               | 9                |
| 1999             | 市原               | 11               | J1                     | 30               | 2                          | 0                | 0                   | 3                | 0                | 33               | 2                |
| 2000             | 市原               | 11               | J1                     | 9                | 1                          | 0                | 0                   | 3                | 0                | 12               | 1                |
| パラグアイ       | パラグアイ         | パラグアイ       | パラグアイ             | リーグ戦         | リーグ戦                   | リーグ杯         | リーグ杯            | オープン杯       | オープン杯       | 期間通算         | 期間通算         |
| 2001             | セロ・ポルテーニョ | 17               | リーガ・パラグアージャ | 29               | 3                          |                  |                     |                  |                  |                  |                  |
| ブラジル         | ブラジル           | ブラジル         | ブラジル               | リーグ戦         | リーグ戦                   | ブラジル杯       | ブラジル杯          | オープン杯       | オープン杯       | 期間通算         | 期間通算         |
| 2002 (pt)        | スポルチ           |                  | セリエB                | 0                | 0                          |                  |                     |                  |                  |                  |                  |
| ポルトガル       | ポルトガル         | ポルトガル       | ポルトガル             | リーグ戦         | リーグ戦                   | リーグ杯         | リーグ杯            | ポルトガル杯     | ポルトガル杯     | 期間通算         | 期間通算         |
| 2002-03          | ブラガ             | 8                | スーペル・リーガ       | 8                | 0                          | 1                | 0                   |                  |                  | 9                | 0                |
| フランス         | フランス           | フランス         | フランス               | リーグ戦         | リーグ戦                   | F・リーグ杯      | F・リーグ杯         | フランス杯       | フランス杯       | 期間通算         | 期間通算         |
| 2003-04 (en)     | モンペリエ         | 14               | リーグ・アン           | 7                | 0                          |                  |                     |                  |                  |                  |                  |
| 日本             | 日本               | 日本             | 日本                   | リーグ戦         | リーグ戦                   | リーグ杯         | リーグ杯            | 天皇杯           | 天皇杯           | 期間通算         | 期間通算         |
| 2004             | 東京V              | 7                | J1                     | 4                | 0                          | 1                | 0                   | 1                | 0                | 6                | 0                |
| 2005             | C大阪              | 25               | J1                     | 15               | 0                          | 3                | 0                   | 0                | 0                | 18               | 0                |
| 2006             | 東京V              | 20               | J2                     | 27               | 4                          | -                | -                   | 1                | 0                | 28               | 4                |
| 2007             | 東京V              | 20               | J2                     | 32               | 7                          | -                | -                   | 1                | 0                | 33               | 7                |
| 2008             | 東京V              | 20               | J1                     | 16               | 0                          | 4                | 1                   | 1                | 0                | 21               | 1                |
| 2009             | 草津               | 10               | J2                     | 44               | 3                          | -                | -                   | 2                | 0                | 46               | 3                |
| 2010             | 草津               | 10               | J2                     | 29               | 0                          | -                | -                   | 0                | 0                | 29               | 0                |
| アメリカ         | アメリカ           | アメリカ         | アメリカ               | リーグ戦         | リーグ戦                   | リーグ杯         | リーグ杯            | USオープン杯     | USオープン杯     | 期間通算         | 期間通算         |
| 2011             | リッチモンド       | 9                | USL                    | 20               | 0                          |                  |                     |                  |                  |                  |                  |
| 2012             | リッチモンド       | 9                | USL                    | 19               | 0                          |                  |                     |                  |                  |                  |                  |
| 通算             | 日本               | 日本             | J1                     | 155              | 12                         | 26               | 5                   | 14               | 2                | 195              | 19               |
| 通算             | 日本               | 日本             | J2                     | 132              | 14                         | -                | -                   | 4                | 0                | 136              | 14               |
| 通算             | パラグアイ         | パラグアイ       | リーガ・パラグアージャ | 29               | 3\|\|\|\|\|\|\|\|\|\|\|\|  |                  |                     |                  |                  |                  |                  |
| 通算             | ブラジル           | ブラジル         | セリエB                | 0                | 0\|\|\|\|\|\|\|\|\|\|\|\|  |                  |                     |                  |                  |                  |                  |
| 通算             | ポルトガル         | ポルトガル       | スーペルリーガ         | 8                | 0                          | 1                | 0\|\|\|\|\|\|9\|\|0 |                  |                  |                  |                  |
| 通算             | フランス           | フランス         | リーグ・アン           | 7                | 0\|\|\|\|\|\|\|\|\|\|\|\|  |                  |                     |                  |                  |                  |                  |
| 通算             | アメリカ           | アメリカ         | USL                    | 39               | 0\|\|\|\|\|\|\|\|\|\|\|\|  |                  |                     |                  |                  |                  |                  |
| 総通算           | 総通算             | 総通算           | 総通算                 | 370              | 29\|\|\|\|\|\|\|\|\|\|\|\| |                  |                     |                  |                  |                  |                  |

その他の公式戦
- 1998年
  - J1参入決定戦 1試合0得点

| 国際大会個人成績 | 国際大会個人成績   | 国際大会個人成績 | 国際大会個人成績   | 国際大会個人成績   |
| 年度             | クラブ             | 背番号           | 出場               | 得点               |
| CONMEBOL         | CONMEBOL           | CONMEBOL         | リベルタドーレス杯 | リベルタドーレス杯 |
| ---------------- | ------------------ | ---------------- | ------------------ | ------------------ |
| 2001             | セロ・ポルテーニョ | 17               | 7                  | 2                  |
| AFC              | AFC                | AFC              | ACL                | ACL                |
| 2006             | 東京V              | 20               | 2                  | 0                  |
| 通算             | CONMEBOL           | CONMEBOL         | 7                  | 2                  |
| 通算             | AFC                | AFC              | 2                  | 0                  |

- Jリーグ初出場 - 1996年3月16日 J 第1節 対サンフレッチェ広島戦[1]
- Jリーグ初得点 - 1996年5月4日 J 第12節 対鹿島アントラーズ戦[1]

## 代表歴

### 出場大会など
- 1997年 - FIFAワールドユース
- 1999年 - シドニーオリンピック予選

### 試合数
- 国際Aマッチ 2試合 0得点 (2001)[2]

| 日本代表 | 国際Aマッチ | 国際Aマッチ |
| 年       | 出場        | 得点        |
| -------- | ----------- | ----------- |
| 2001     | 2           | 0           |
| 通算     | 2           | 0           |

### 出場
| No. | 開催日         | 開催都市     | スタジアム | 対戦相手     | 結果 | 監督                 | 大会         |
| --- | -------------- | ------------ | ---------- | ------------ | ---- | -------------------- | ------------ |
| 1.  | 2001年10月04日 | ランス       |            | セネガル     | ●0-2 | フィリップ・トルシエ | 国際親善試合 |
| 2.  | 2001年10月07日 | サザンプトン |            | ナイジェリア | △2-2 | フィリップ・トルシエ | 国際親善試合 |

## 指導歴
- 2013年 - 2014年 JOC スポーツ指導者海外研修(スペイン・バルセロナ)
- 2014年 - JFAアカデミー福島
  - 2014年 U-15B 監督
  - 2015年 U-15 監督
  - 2016年 U-18 チャレンジ 監督
  - 2017年 U-14 監督
- 2017年 - U-15日本代表 コーチ